# Epitheca bimaculata
Espèce
Epitheca bimaculata, la cordulie à deux taches ou épithèque à deux taches, est une espèce d'insectes odonates anisoptères (libellules) de la famille des Corduliidae.

## Statut
Cette espèce est inscrite sur la liste rouge régionale des odonates du Nord-Pas-de-Calais comme espèce en danger.